# Pleasant Hill (Kalifornia)
Pleasant Hill – miasto w Stanach Zjednoczonych, w stanie Kalifornia, w hrabstwie Contra Costa. Według spisu ludności z roku 2000, w Pleasant Hill mieszka 32837 mieszkańców.

## Miasta partnerskie
- Chilpancingo, Meksyk
- Merzifon, Turcja